# Bistum Koforidua (römisch-katholisch)
Das Bistum Koforidua (lat.: Dioecesis Koforiduana) ist eine in Ghana gelegene römisch-katholische Diözese mit Sitz in Koforidua. Es umfasst die Region Eastern Region mit Ausnahme des Afram Plains Districts.

## Geschichte
Papst Johannes Paul II. gründete es mit der Apostolischen Konstitution Quod iusta am 6. Juli 1992  aus Gebietsabtretungen des Erzbistums Accra, dem es auch als Suffragandiözese unterstellt wurde. 
Am 12. Juni 2007 verlor es einen Teil seines Territoriums an die Apostolische Präfektur Donkorkrom.

## Bischöfe von Koforidua
- Gabriel Charles Palmer-Buckle, 1992–2005, dann Erzbischof von Accra
- Joseph Kwaku Afrifah-Agyekum, seit 2006